# 德裔宾夕法尼亚人
德裔宾夕法尼亚人（英語：Pennsylvania Dutch）是指17世纪与18世纪从德国西南部和瑞士前往美国宾夕法尼亚州的移民以及他们的后代。历史上，他们说的是一种名为宾夕法尼亚德语的德语方言。
最早一批从德国前往美国的移民于1683年10月6日在费城县的西北部建立了名为日耳曼敦的城镇。18世纪早期，来自巴拉丁（Palatine）的德国人开始大批向外移民。
德裔宾州人保持了多种宗教信仰，其中大多信奉基督教信义宗或改革宗，也有一些信奉重浸宗。重浸宗崇尚简单的生活方式，信徒被称为“朴素的人”（Plain people）或“朴素德国人”（Plain Dutch）。与此相对，不信重浸宗的德裔宾州人则被称为“精致德国人”（Fancy Dutch），他们更容易融入美国主流文化。
久而久之，原先这些移民所说的各种方言融合成了一种独特的德语方言，即宾夕法尼亚德语。曾经有三分之一的宾州人说这种语言，同时还对当地的英语方言产生了影响。
第二次世界大战后，由于英语的广泛使用，除一些传统的重浸宗信徒（包括老派门诺会和老派阿曼派）外，宾夕法尼亚德语逐渐被废弃。不过一些德国文化传统仍延续至今，德裔仍旧是宾夕法尼亚州最大的族群。

## 外部連結
- The Pennsylvania German Society （页面存档备份，存于）
- Hiwwe wie Driwwe - the Pennsylvania German Newspaper （页面存档备份，存于）
- Lancaster County tourism website
- Overview of Pennsylvania German Culture
- German-American Heritage Foundation of the USA in Washington, DC （页面存档备份，存于）
- The Schwenkfelder Library & Heritage Center （页面存档备份，存于）
- FamilyHart Pennsylvania Dutch Genealogy Family Pages and Database
- Alsatian Roots of Pennsylvania Dutch Firestones （页面存档备份，存于）
- Pennsylvania Dutch Family History, Genealogy, Culture, and Life
- Several digitized books on Pennsylvania Dutch arts and crafts, design, and prints （页面存档备份，存于） from The Metropolitan Museum of Art Libraries

In Pennsylvania German
- Deitscherei.org—Fer der Deitsch Wandel
- Hiwwe wie Driwwe—The Pennsylvania German Newspaper （页面存档备份，存于）
- Pennsylvania German Encyclopedia